# Trivento
Trivento is een gemeente in de Italiaanse provincie Campobasso (regio Molise) en telt 5200 inwoners (31-12-2004). De oppervlakte bedraagt 73,3 km², de bevolkingsdichtheid is 71 inwoners per km².

## Demografie
Trivento telt ongeveer 2052 huishoudens. Het aantal inwoners steeg in de periode 1991-2001 met 0,6% volgens cijfers uit de tienjaarlijkse volkstellingen van ISTAT.
| Jaar | Inwoneraantal |
| ---- | ------------- |
| 1991 | 5281          |
| 2001 | 5313          |

## Geografie
De gemeente ligt op ongeveer 599 m boven zeeniveau.
Trivento grenst aan de volgende gemeenten: Castelguidone (CH), Castelmauro, Civitacampomarano, Lucito, Roccavivara, Salcito, San Biase, Sant'Angelo Limosano, Schiavi di Abruzzo (CH).